# Merophysia madoni
Merophysia madoni is een keversoort uit de familie zwamkevers (Endomychidae). De wetenschappelijke naam van de soort werd in 1885 gepubliceerd door Marie Joseph Paul Belon.